# Herrerisme

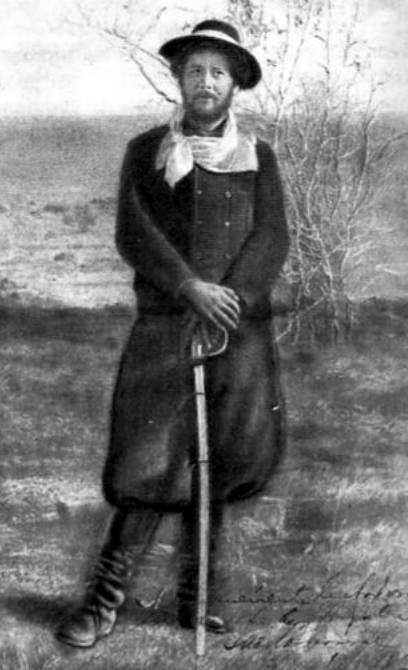
Luis Alberto de Herrera, fondateur de l'herrerisme, lors de la Révolution de 1897.

L'herrerisme (herrerismo) est une tendance du Parti national uruguayen (ou Parti blanco), qui se présente historiquement à Montevideo sur la liste électorale 71.
Son nom provient de Luis Alberto de Herrera (es), qui eut un rôle important sur la scène politique pendant des décennies, s'opposant en particulier au batllisme (es) du Parti colorado, tendance réformiste et libérale incarnée par Luis Batlle Berres. Après les élections de 1958 (es), remportées pour la première fois au XXe siècle par le Parti blanco, la tendance herreriste était majoritaire au Conseil national du gouvernement. Traditionaliste et autoritaire pendant la première moitié du XXe siècle, l'herrerisme a opéré un tournant dans les années 1980-90, soutenant aujourd'hui davantage le néolibéralisme.

## Origines
L'herrerisme soutint le coup d'État de Gabriel Terra en 1933, qui instaura une dictature proche du fascisme. Après la mort de Luis Alberto de Herrera (es) en 1959, la tendance herreriste fut dirigée par Martín Echegoyen et d'autres figures, qui ne réussirent jamais à avoir la même stature qu'Herrera. Elle perdit donc de son influence électorale. Aux élections de 1971, le mouvement Pour la patrie de Wilson Ferreira Aldunate devint la première force politique au sein du Parti blanco, attirant de nombreux herreristes. Face à lui, le candidat d'extrême-droite, le général Mario Aguerrondo, qui se réclamait de l'herrerisme orthodoxe, n'obtint qu'un tiers des voix du parti.

## L'herrerisme sous la dictature
L'herrerisme disparut pratiquement après 1973, en raison de conflits internes, les échegoyénistes appuyant la dictature, trois des ministres fidèles à Martín Echegoyen demeurant ainsi en place dans le gouvernement de Bordaberry après le coup d'État de juin 1973.
Luis Alberto Lacalle, neveu de Luis Alberto de Herrera, mena l'opposition interne au sein de la tendance herreriste sous la dictature.

## L'herrerisme depuis les années 1980

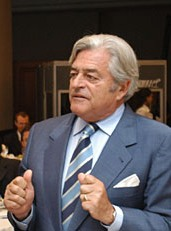
Luis Alberto Lacalle Herrera, représentant de la tendance herreriste et président de l'Uruguay de 1990 à 1995.

Luis Alberto Lacalle créa ainsi le Conseil national herreriste, qui se présenta aux élections internes de 1982 au sein du Parti blanco. Lors des élections de 1984, il obtint deux sièges au Sénat (Lacalle et Francisco Mario Ubillos). Le sénateur Dardo Ortiz s'allia en 1987 avec Lacalle, et les deux re-fondèrent l'Herrerisme.
Ce courant obtint la majorité parmi les électeurs blanco aux élections de 1989, avec 6 sénateurs et 24 députés, tandis que Luis Alberto Lacalle était élu président de la République. Deux des sénateurs élus, Dardo Ortiz et Walter Santoro, avaient été des figures importantes du mouvement Pour la patrie en 1971.
Au cours des années 1990, l'herrerisme adopte une ligne néolibérale (avec par exemple la Ley de Empresas Públicas (es) qui privatisait ANTEL, et qui fut finalement retirée sous l'opposition populaire). Il se divisa lors des élections de 1994, un secteur, dirigé par Alberto Volonté et Walter Santoro sous le nom de Confluencia Herrero-Wilsonista, s'allia à la tendance Propuesta Nacional (es), et se présenta aux élections sous le nom de Manos a la Obra. De l'autre, l'herrerisme officiel présenta lui-même deux listes pour les sénatoriales, l'une avec en tête de liste Luis Alberto Heber et l'autre Ignacio de Posadas. 
Luis Alberto Lacalle se présenta de nouveau aux présidentielles de 1999, durant lesquelles le Parti blanco obtint un score décevant. Toutefois, à l'intérieur de celui-ci, la tendance herreriste reprenait du poids, et obtint cinq sénateurs: Lacalle, Luis Alberto Heber, Julia Pou, Juan Chiruchi et Guillermo García Costa.
Lacalle ne réussit toutefois pas à se faire élire aux élections internes du Parti blanco en 2004 et ne se présenta à aucune charge élective. Aux élections d'octobre 2004, Heber, Penadés et Chiruchi se firent élire sénateurs.
Aux élections de 2009, Lacalle décida finalement de se présenter à nouveau aux primaires du Parti blanco, et annonça en juillet 2008 la création du mouvement Unité nationale avec le Courant wilsoniste (Correntada Wilsonista).

## Source originale
- (es) Cet article est partiellement ou en totalité issu de l’article de Wikipédia en espagnol intitulé « Herrerismo » (voir la liste des auteurs).